# باشگاه فوتبال دولو ۱۹۰۹
باشگاه فوتبال دولو ۱۹۰۹ (به ایتالیایی: Football Club Dilettantistico Dolo 1909)، باشگاه فوتبال آماتور ایتالیایی است که در شهر دولو، استان ونیز قرار دارد.